# Karzan contro le donne dal seno nudo
Karzan contro le donne dal seno nudo (Maciste contre la reine des Amazones) è un film del 1974 diretto da Jesús Franco con lo pseudonimo Clifford Brown.
Nell'adattamento italiano il protagonista si chiama Karzan (nome già usato nel film Karzan il favoloso uomo della jungla, uscito nel 1972 e diretto da Demofilo Fidani), ma in originale si tratta di Maciste. Il personaggio comparirà poco tempo dopo in un altro film di Franco, Les gloutonnes, noto anche come Les exploits érotiques de Maciste dans l'Atlantide.